# Apostólicas de Cristo Crucificado
La Congregación de Hermanas Apostólicas de Cristo Crucificado es una congregación religiosa católica femenina de vida apostólica y de derecho pontificio, fundada por la viuda española María Séiquer Gayá y Amalia Martín de la Escalera en Santo Ángel (Murcia), el 13 de septiembre de 1939. A las religiosas de este instituto se les conoce como Apostólicas de Cristo Crucificado o simplemente como Hermanas Apostólicas. Sus miembros posponen a sus nombres las siglas H.A.C.C.

## Historia
Después del asesinato de su marido, D. Ángel Romero Elorriaga durante la Guerra Civil de España (1936), María Séiquer Gayá decide ingresar en una comunidad religiosa. En principio iba a entrar a las Esclavas del Sagrado Corazón, sin embargo, En Salamanca tuvo el encuentro providencial con la Cofundadora Madre Amalia Martín de la Escalera quien veía la necesidad de una Orden Religiosa dedicada a pueblos y aldeas para ayudar a los más necesitados, y el permiso de Miguel de los Santos Díaz Gómara, obispo de Cartagena, dio inicio a la Congregación de Hermanas de Cristo Crucificado el 13 de septiembre de 1939, con el fin de dedicarse a la educación de los jóvenes campesinos, de visitar a los enfermos y atender a los pobres. La primera casa fue "Villa Pilar" en Santo Ángel, en la provincia de Murcia (España). El instituto recibió la aprobación diocesana en 1947 y la aprobación pontificia el 7 de enero de 1975.

## Organización
La Congregación de Hermanas Apostólicas de Cristo Crucificado es un instituto religioso de derecho pontificio centralizado, cuyo gobierno recae en la Superiora General, a la que los miembros del instituto llaman Madre general. A ella, le ayuda su Consejo, elegido para un periodo de seis años. La sede central se encuentra en la Casa Madre "Villa Pilar" en Santo Ángel (Murcia-España).
Las Hermanas se dedican a la educación e instrucción cristiana de la juventud, en sus colegios, especialmente en las áreas rurales. Además, desempeñan su labor apostólica en clínicas, hospitales y parroquias. En 2015, el Instituto contaba con unas 117 religiosas y 27 comunidades, presentes en Bolivia, El Salvador, España, Guatemala, Honduras, Mozambique y República Dominicana.